# Michael Fehr (Schriftsteller)
Michael Fehr (* 1982) ist ein Schweizer Schriftsteller aus Bern.

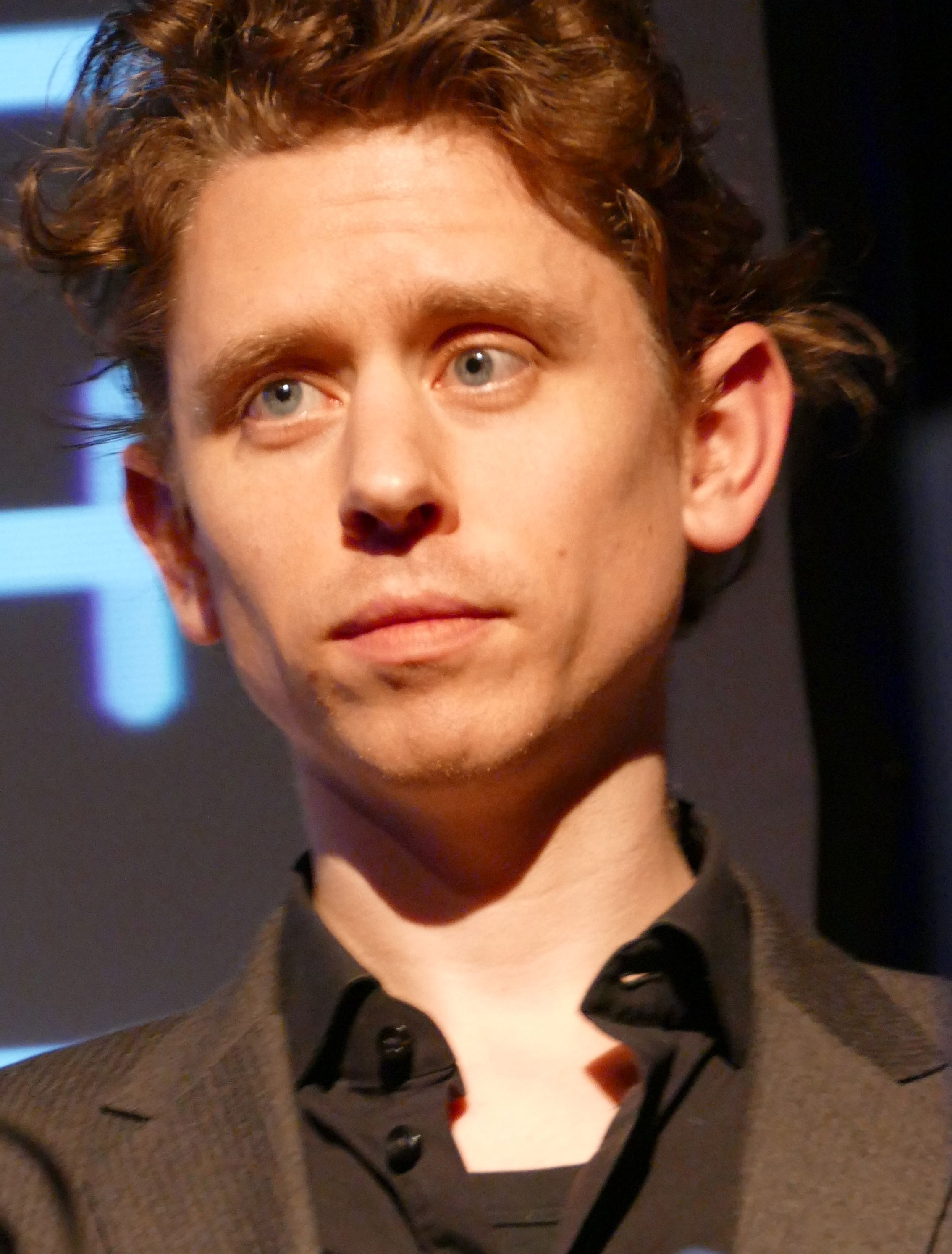
Der Schweizer Autor Michael Fehr stellt sein Buch Simeliberg bei den Wortspielen 2015 in München vor

Fehr studierte am Schweizerischen Literaturinstitut und an der Hochschule der Künste Bern. Aufgrund seiner Sehschwäche (juvenile Makuladegeneration) erstellt er seine Werke als digitalisierte Sprachaufzeichnung, die später verschriftlicht wird.

## Werke
- Kurz vor der Erlösung, 2013, Verlag Der gesunde Menschenversand, ISBN 978-3-905825-51-0
- Simeliberg, Erzählung, 2014, Verlag Der gesunde Menschenversand, ISBN 978-3-03853-003-9
- Glanz und Schatten, Erzählungen, 2017, Verlag Der gesunde Menschenversand, ISBN 978-3-03853-039-8
- Hotel der Zuversicht, Erzählungen, 2022, Verlag Der gesunde Menschenversand, Luzern, ISBN 978-3-0-3853120-3.

## Auszeichnungen
- 2013 Literaturpreis des Kantons Bern
- 2014 Kelag-Preis im Rahmen des Ingeborg-Bachmann-Preises
- 2014 Federwelt Preis der Automatischen Literaturkritik
- 2015 Literaturpreis des Kantons Bern
- 2015 Bayern 2-Wortspiele-Preis[2]
- 2017 Hörspiel des Monats für Simeliberg
- 2018 Schweizer Literaturpreise für Glanz und Schatten